# روش‌شناسی مردمی

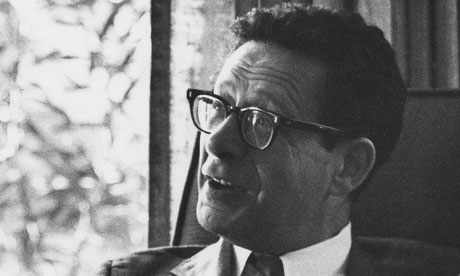
هارولد گارفینکل (Harold Garfinkel) جامعه‌شناس آمریکایی

روش‌شناسی مردمی (به انگلیسی: Ethnomethodology) یا اتنومتدولوژی مطالعه چگونگی تولید نظم اجتماعی در جامعه از طریق فرآیندهای تعامل اجتماعی است. به‌طور کلی به دنبال ارائه جایگزینی برای رویکردهای جریان اصلی جامعه‌شناسی است. در رادیکال‌ترین شکل خود، کل علوم اجتماعی را به چالش می‌کشد. پژوهش‌های اولیه آن منجر به تأسیس «تحلیل گفتگو» شد که جایگاه خود را به عنوان یک رشته پذیرفته شده در آکادمی پیدا کرد. به گفته پساتاس، می‌توان پنج رویکرد عمده را در خانواده رشته‌های روش‌شناسی مردمی از یکدیگر تفکیک کرد. (به § انواع مراجعه کنید).
روش‌شناسی مردمی اصولاً یک نظریه توصیفی است و دنبال تبیین یا ارزیابی نظم اجتماعی به عنوان موضوع مورد مطالعه نیست. با این حال، برنامه‌های کاربردی در بسیاری از رشته‌های کاربردی مانند طراحی نرم‌افزار و مطالعات مدیریت یافت شده‌است.

## تعریف
معنای این اصطلاح را برای تشریح می‌توان به سه بخش تشکیل دهنده آن تقسیم کرد: مردم - روش - شناسی. با استفاده از یک مثال مناسب از کالیفرنیای جنوبی:
- «مردم» به یک گروه اجتماعی - فرهنگی خاص (مثلاً در جامعه محلی خاص از موج‌سواران) اشاره دارد.
- «روش» به شیوه‌ها و روش‌هایی گفته می‌شود که گروهی خاص در فعالیت‌های روزمره خود (مثلاً مربوط به موج‌سواری) استفاده می‌کند.
- «شناسی» به توصیف سیستماتیک روش‌ها و شیوه‌ها اشاره دارد.

تمرکز پژوهش مورد استفاده در مثال ما، نظم اجتماعی موج‌سواری است، علاقهٔ روش‌شناسی مردمی به چگونگی (روش‌ها و شیوه‌ها) تولید و حفظ نظم اجتماعی است.
در اصل روش‌شناسی مردمی تلاش می‌کند تا از راه استفاده مستقیم از تجربیات گروه‌ها، طبقه‌بندی‌هایی از کنش‌های اجتماعی افراد در درون گروه‌ها ایجاد کند و البته بدون تحمیل نظر پژوهشگر در مورد نظم اجتماعی و همان‌طور که در مورد سایر اشکال پژوهش جامعه‌شناختی وجود دارد.

## منشأ و گستره
این رویکرد نخست توسط هارولد گارفینکل توسعه یافت که منشأ آن را به کارش در پژوهشی در مورد رفتار اعضای هیئت منصفه در سال ۱۹۵۴ نسبت داد. علاقه او در توصیف روش‌های عقل سلیم بود که از طریق آن اعضای هیئت منصفه خود را در اتاق هیئت منصفه «به عنوان هیئت منصفه» معرفی می‌کنند؛ بنابراین، روش‌های آنها برای: احراز امور واقعی؛ توسعه زنجیره شواهد؛ تعیین اعتبار شهادت شهود؛ ایجاد سازمان سخنرانان در خود اتاق داوران؛ و احراز مجرمیت یا بی‌گناهی متهمان و غیره. همه موضوعات مورد علاقه هستند چنین روش‌هایی برای اعضای هیئت منصفه و همچنین برای پژوهشگران و سایر افراد ذینفع در آن محیط اجتماعی خاص، نظم اجتماعی هیئت منصفه را تشکیل می‌دهند.
این علاقه ناشی از انتقاد گارفینکل از تلاش تالکوت پارسونز برای استخراج یک نظریه عمومی از جامعه بود. این نقد از خوانش او از آلفرد شوتس سرچشمه گرفت، اگرچه گارفینکل در نهایت بسیاری از ایده‌های شوتس را اصلاح کرد. گارفینکل همچنین در مطالعه خود در مورد اصول و شیوه‌های حسابداری مالی از نظریه و روش‌های کلاسیک جامعه‌شناختی امیل دورکیم و ماکس وبر و دغدغهٔ ه سنتی جامعه‌شناختی توماس هابز در مسئله نظم استفاده کرد.
از نظر روش‌شناسان مردمی، شرکت‌کنندگان، نظم محیط اجتماعی را از طریق شیوه‌های حس مشترک خود تولید می‌کنند؛ بنابراین، بازتاب طبیعی اساسی بین فعالیت معنابخشی به محیط اجتماعی و تولید مداوم آن محیط وجود دارد. این دو در عمل یکسان هستند. علاوه بر این، این شیوه‌ها (یا روش‌ها) به وضوح اجرا می‌شوند و آنها را برای مطالعه در دسترس قرار می‌دهند. این روش یک حوزه پژوهشی گسترده و چندوجهی را باز می‌کند. جان هریتج می‌نویسد: این اصطلاح در ارجاع بدون پایان خود به [مطالعه] هر نوع رویه معناسازی، بیانگر نشانه‌ای برای حوزه‌ای با ابعاد ناشناخته هست ولی بیانگر بیرون رفتن از یک قلمرو به وضوح مشخص شده نیست.

## نظریه و روش‌ها
روش‌شناسی مردمی به سبب رویکرد رادیکالی نسبت به مسایل نظری و روش، مفسران را سردرگم کرده‌است.
با توجه به نظریه، گارفینکل پیوسته از نگرش بی‌تفاوتی روش‌شناسی مردمی پشتیبانی کرده‌است. ندانم‌گرایی اصولی با توجه به نظریه اجتماعی که اصرار دارد درک مشترک اعضای یک محیط اجتماعی مورد مطالعه بر هر مفهومی اولویت دارد که یک نظریه‌پرداز اجتماعی ممکن است از خارج از آن محیط برای تحلیل برگزیند. این می‌تواند برای دانشمندان علوم اجتماعی سنتی گمراه کننده باشد که در راستای نیاز به نظریه اجتماعی آموزش دیده‌اند. بسیاری از ارجاع‌های نظری توسط آن وارفیلد رالز، در مقدمه‌ای بر «برنامه روش‌شناسی مردمی»، ممکن است به گونه‌ای تفسیر شود که این موضع را به اواخر عمر گارفینکل تقلیل دهد. با این حال، این موضع با درک روش‌شناسی مردمی از اهمیت «روش‌های اعضا» و با خطوط خاصی از تفکر فلسفی در رابطه با فلسفه علم (پولانی ۱۹۵۸، کوهن ۱۹۷۰، فایرابند ۱۹۷۵) و مطالعه رویه‌های واقعی شیوه علمی سازگار است. همچنین با فلسفه متأخر لودویگ ویتگنشتاین مطابقت نزدیکی دارد، به‌ویژه همان‌طور که پیتر وینچ در مطالعات اجتماعی به کار می‌برد. همچنین در کار گارفینکل به (پدیدارشناسی استعلایی) ادموند هوسرل، (نظریه گشتالت) گورویچ و البته در میان دیگران، اغلب به آثار پدیدارشناس اجتماعی، آلفرد شوتز (پدیدارشناسی نگرش طبیعی) ارجاع داده شده‌است. از سوی دیگر، نویسندگان و مراجع نظری مورد استناد گارفینکل، مبنای نظری دقیقی برای روش‌شناسی مردمی تشکیل نمی‌دهند. روش‌شناسی مردمی دورکیمی نیست، اگرچه برخی از علایق امیل دورکیم را دارد؛ پدیدارشناسی نیست، اگرچه از مطالعات هوسرل و شوتز در مورد زیست جهان (Lebenswelt) وام گرفته‌است؛ نظریه نوعی گشتالت نیست، اگرچه نظم‌های اجتماعی را با ویژگی‌های گشتالتی توصیف می‌کند و ویتگنشتاینی نیست، اگرچه از درک ویتگنشتاین از استفاده از قانون و غیره استفاده می‌کند. در عوض، این وام‌گیری‌ها تنها ارجاعات جزئی به آثار نظری هستند که روش‌شناسی مردمی از آنها ایده‌های نظری را برای اهداف بیان‌شده «انجام» بررسی‌های روش‌شناسی مردمی به خود اختصاص داده‌است.
به همین ترتیب، روش‌شناسی مردمی از هیچ روش رسمی پژوهش پشتیبانی نمی‌کند و اصرار دارد روش پژوهش بر اساس ماهیت پدیده‌ای مشخص می‌شود که در حال مطالعه است. روش‌شناسان مردمی مطالعات خود را به روش‌های مختلفی انجام می‌دهند. و هدف این بررسی‌ها «کشف کارهایی است که افراد در موقعیت‌های خاص انجام می‌دهند، روش‌هایی که «آنها» برای ایجاد نظم و ترتیب الگو در زندگی اجتماعی بکار می‌برند.» مایکل لینچ، روش‌شناس مردمی اشاره کرده‌است: «شخصیت‌های برجسته در این زمینه بارها بر این موضوع تأکید کرده‌اند که هیچ اجباری در انتخاب روش‌های [استفاده شده توسط روش‌شناسان مردمی] و هیچ منعی برای استفاده از هر روش پژوهشی وجود ندارد، [مهم آنست که روش مورد استفاده] برای بررسی پدیده‌های خاص مورد مطالعه، «کافی» باشد.

## برخی از سیاست‌ها، روش‌ها و تعریف‌های پیشرو
فرض اساسی مطالعات روش‌شناسی مردمیهمان‌طور که از صحبت آن وارفیلد رالز با گارفینکل مشخص می‌شود: «اگر کسی مانند گارفینکل فرض کند شخصیت معنادار، الگو و منظم زندگی روزمره چیزی است که مردم باید برای رسیدن به آن تلاش کنند، باید تصور کرد که روش‌هایی برای این کار نیز دارند.» به این معنا که، «... اعضای جامعه باید روش‌های مشترکی داشته باشند تا از آنها برای ایجاد نظم معنادار موقعیت‌های اجتماعی متقابل استفاده کنند.»
روش‌شناسی مردمی یک روش تجربی استآن وارفیلد رالز می‌گوید: «روش‌شناسی مردمی یک کار کاملاً تجربی است که به کشف نظم اجتماعی و فهم [حس‌سازی] اختصاص دارد و به عنوان دستاوردی جمعی قابل مشاهده است». «سنگ اصلی بحث [روش‌شناسی مردمی] آنست که نظم‌های محلی [اجتماعی] وجود دارند که این دستورها در صحنه‌هایی که تولید می‌شوند قابل مشاهده است و اینکه امکان معقول بودن بر اساس وجود واقعی و وضع تفصیلی این دستورها است.» با این حال روش‌شناسی مردمی به‌طور متعارف تجربه‌گرایانه نیست. ماهیت تجربی آن در الزام‌های کفایت منحصربفرد روش‌ها (شکل ضعیف) مشخص شده‌است.
الزام‌های کفایت منحصربفرد روش‌ها (شکل ضعیف)این است که پژوهشگر باید در محیط پژوهش دارای «صلاحیت مبتذل» باشد یعنی باید بتوانند به عنوان یک عضو معمولی در آن محیط عمل کنند.
الزام‌های کفایت منحصربفرد روش‌ها (شکل قوی)با نیاز به بی‌تفاوتی روش‌شناسی مردمی یکسان است.
بی‌تفاوتی روش‌شناسی مردمیاین سیاست عمدی ندانم‌گرایی یا بی‌تفاوتی نسبت به دیکته‌ها، پیشداوری‌ها، روش‌ها و شیوه‌های تحلیل جامعه‌شناختی است که به‌طور سنتی تصور می‌شود. (مثال‌ها: نظریه‌های «انحراف»، تحلیل رفتار به‌عنوان قاعده حاکم، نظریه نقش، شکل‌گیری‌های نهادی، نظریه‌های قشربندی اجتماعی و غیره). دیکته‌ها و پیشداوری‌هایی که در خدمت پیش ساختار پژوهش‌های علمی اجتماعی سنتی مستقل از موضوعی است که به عنوان موضوع مطالعه در نظر گرفته شده‌است یا محیط پژوهش در معرض بررسی دقیق قرار گیرد. سیاست بی‌تفاوتی روش‌شناسی مردمی را نمی‌توان به‌عنوان بی‌تفاوتی نسبت به مسئله نظم اجتماعی به‌عنوان دغدغه گروهی (عضو) تصور کرد.
اولین بار از طریقاین عمل تلاش برای توصیف هر فعالیت اجتماعی، صرف نظر از ظاهر معمولی یا پیش پا افتاده آن، به گونه ای است که گویی برای اولین بار اتفاق می‌افتد. این تلاش برای افشای چگونگی گردآوری یا تشکیل فعالیت ناظر فعالیت برای اهداف فرمول‌بندی هر توصیف خاص است. هدف چنین تمرینی در دسترس قرار دادن و تأکید بر پیچیدگی‌های تحلیل و توصیف جامعه‌شناختی، به‌ویژه ویژگی‌های شاخصی و بازتابی توصیف‌های خود کنشگران یا ناظران از آنچه در هر موقعیتی در حال وقوع است، است. چنین فعالیتی همچنین اتکای اجتناب ناپذیر ناظر را بر حلقه هرمنوتیک به عنوان «روش‌شناسی» تعیین‌کننده درک اجتماعی هم برای افراد غیر روحانی و هم برای دانشمندان علوم اجتماعی آشکار خواهد کرد.
آزمایش نقضروشی برای آشکارسازی، یا افشای کار مشترکی که توسط اعضای گروه‌های اجتماعی خاص برای حفظ یک نظم اجتماعی قابل تشخیص و مشترک انجام می‌شود؛ مثلاً، رانندگی در خلاف جهت در یک خیابان یک طرفه شلوغ می‌تواند بینش‌های مفید بی‌شمار را در مورد شیوه‌های اجتماعی الگو و نظم اخلاقی جامعه کاربران جاده نشان دهد. هدف چنین تمرینی - شخصی که وانمود می‌کند در خانواده خود غریبه یا همسایه است - آنست تا نشان دهد کسب بینش در مورد کارهای مربوط به حفظ هر نظم اجتماعی معین را اغلب می‌توان به بهترین شکل آشکار کرد. با زیر پا گذاشتن نظم اجتماعی و مشاهده نتایج آن نقض - به‌ویژه فعالیت‌های مربوط به گردآوری مجدد آن نظم اجتماعی و عادی‌سازی آن محیط اجتماعی.
براقیت گونیسؤالی در مورد جنبه‌ای از نظم اجتماعی که به عنوان روشی برای پاسخ به آن توصیه می‌کند که پژوهشگر باید به دنبال اعضای جامعه باشد که در زندگی روزمره خود مسئول حفظ نظم اجتماعی هستند. این در تقابل با ایده‌ای است که چنین پرسش‌هایی به بهترین وجه توسط یک جامعه‌شناس پاسخ داده می‌شود. سؤال اصلی ساکس مربوط به اشیاء موجود در مکان‌های عمومی بود و اینکه چگونه می‌توان دید که چنین اشیایی متعلق به کسی است یا نیست. او پاسخ خود را در فعالیت افسران پلیس که باید تصمیم می‌گرفتند که آیا خودروها رها شده‌اند یا خیر یافت.
سخن دورکیمدورکیم به‌طور مشروح توصیه می‌کند: اصل اساسی ما یعنی عینیت واقعیات اجتماعی معمولاً به این معناست که ما باید عینیت واقعیات اجتماعی را به عنوان یک اصل مطالعه فرض کنیم (بنابراین اساس جامعه‌شناسی به عنوان یک علم را فراهم می‌کند). خوانش جایگزین گارفینکل از دورکیم آنست که ما باید عینیت واقعیات اجتماعی را به عنوان دستاورد اعضای جامعه در نظر بگیریم و خود فرایند دستیابی را کانون مطالعه قرار دهیم. در توضیح بیانیه روش‌شناسی مردمی دورکیم از طریق «خوانش نادرست» (نگاه کنید به زیر) نقل قول او آمده و همچنین یک پیوند متنی / منطقی در ادبیات ارائه شده‌است. هر دو پیوند شامل یک جهش ایمان از سوی خواننده است یعنی ما باورمند نیستیم که یک روش برای این تفسیر لزوماً بهتر از دیگری است یا یک شکل از توجیه چنین تفسیری بر رقیب آن برتری دارد.
حساب‌هاحساب‌ها روش‌هایی هستند که ویژگی‌های اعضا یک موقعیت اجتماعی خاص را بیان، توصیف یا تبیین می‌کنند. آنها می‌توانند هم از عینیت‌های کلامی و هم غیرکلامی تشکیل شوند. آنها همیشه برای موقعیتی که در آن اتفاق می‌افتند، شاخص هستند (به پایین مراجعه کنید) و به‌طور همزمان بازتابی—در ایجاد آن موقعیت هستند. یک گزارش می‌تواند شامل چیزی به سادگی یک چشمک زدن، یک شیء مادی که گویای وضعیتی است (اسناد و غیره) یا چیزی به پیچیدگی داستانی باشد که مرزهای جهان را به تفصیل بیان می‌کند.
نمایه‌سازیمفهوم نمایه‌سازی یک مفهوم اصلی کلیدی برای روش‌شناسی مردمی است. گارفینکل بیان می‌کند از مفهوم عبارات نمایه‌ای که در فلسفه زبان معمولی ظاهر می‌شود (۱۹۶۷) گرفته شده‌است که در آن یک گزاره تا آنجا که به معنای آن وابسته به زمینه‌ای است که در آن تعبیه شده‌است، نمایه تلقی می‌شود. (بار - هیلل، ۱۹۵۴: ۳۵۹–۳۷۹). این پدیده در اشکال مختلف فلسفه تحلیلی و نظریه و روش‌های جامعه‌شناختی پذیرفته شده‌است ولی در نظر گرفته می‌شود که هم از نظر دامنه محدود است و هم از طریق ویژگی‌های عملیاتی سازی اصلاح می‌شود. در روش‌شناسی مردمی، این پدیده به همه اشکال زبان و رفتار جهانی می‌شود و برای اهداف ایجاد یک توصیف علمی و تبیین رفتار اجتماعی، فراتر از درمان تلقی می‌شود. پیامد درجه وابستگی زمینه‌ای برای «بخشی» از صحبت یا رفتار می‌تواند از مشکل ایجاد یک «اجماع کاری» در مورد توصیف یک عبارت، مفهوم یا رفتار، تا بازی پایانی توصیف علمی اجتماعی متغیر باشد… توجه داشته باشید هر توسعه جدی این مفهوم در نهایت باید نظریه معنا را به عنوان پایه و اساس آن فرض کند. (ببینید آرون گورویچ، ۱۹۸۵) بدون چنین پشتوانه بنیادی، هم دانشمند علوم اجتماعی سنتی و هم روش‌شناس مردمی صرفاً به داستان گویی در اطراف آتش تنزل داده می‌شوند. (بروکس، ۱۹۷۴).
خوانش نادرست (یک متن)اشتباه خواندن تمام یا بخش‌هایی از یک متن، به معنای خوانش نادرست یک متن به‌طور کامل یا جزئی نیست. همان‌طور که گارفینکل بیان می‌کند، به معنای خوانش متناوب تمام یا بخشی از یک متن است. به این ترتیب، اصل و اشتباه خواندن آن «نقطه به نقطه ترجمه نمی‌شوند» بلکه «در عوض، با هم می‌آیند.» هیچ معیاری برای ترجمه متن اصلی ارائه نشده‌است و نادرست خواندن آن - نتیجه چنین ترجمه‌هایی در اصطلاح گارفینکل است: «غیرقابل قیاس». خوانش نادرست متون یا تکه‌هایی از متون یکی از ویژگی‌های استاندارد روش‌شناسی مردمی برای انجام نظریه، به‌ویژه در رابطه با موضوعات پدیدارشناسی است.
انعکاس‌پذیریعلیرغم این واقعیت که بسیاری از جامعه‌شناسان از «بازتاب» به عنوان مترادف «خودبازتابی» استفاده می‌کنند، شیوه استفاده از این واژه در روش‌شناسی مردمی متفاوت است: منظور از آن «توصیف علّی و غیرذهنی تعیین کنش معنادار در زمینه است.» همچنین رجوع کنید به: بازتابندگی (نظریه اجتماعی).
روش تفسیر اسنادیروش اسنادی روشی برای درک است که هر آن کسی استفاده می‌کند که در تلاش برای درک جهان اجتماعی خود است. این شامل روش‌شناسی مردمی نیز می‌شود. هارولد گارفینکل این مفهوم را از کار کارل مانهایم بازیابی کرده‌است. و مکرراً استفاده از این روش را در مطالعات موردی نشان می‌دهد که در متن اصلی خود «مطالعات در روش‌شناسی مردمی» آمده‌است. مانهایم این اصطلاح را به عنوان جستجوی یک الگوی همسان از معنا تعریف کرد که زیربنای انواع درک کاملاً متفاوت از آن معناست. گارفینکل بیان می‌کند روش تفسیر اسنادی عبارت از پرداختن به یک ظاهر واقعی به عنوان «سند»، «به عنوان اشاره به»، به عنوان «ایستادن از جانب» یک الگوی زیربنایی پیش فرض است. این «اسناد» برای تشکیل الگوی زیربنایی کار می‌کنند ولی خودشان بر اساس آن چیزی تفسیر می‌شوند که قبلاً در مورد آن الگوی زیربنایی شناخته شده‌است. این تناقض ظاهری برای هرمنوتیک‌گرایانی کاملاً آشناست که این پدیده را نسخه‌ای از دایره هرمنوتیکی می‌دانند. این پدیده همچنین از منظر نظریه گشتالت (روابط جزء / کل) و نظریه پدیدارشناسی ادراک قابل تحلیل است.
نظم اجتماعیاز لحاظ نظری، هدف پژوهش روش‌شناسی مردمی، نظم اجتماعی است که به عنوان دغدغه اعضای گروه در نظر گرفته می‌شود. از نظر روش‌شناسی، نظم اجتماعی برای توصیف در هر محیط اجتماعی خاص به عنوان حسابداری از نظم‌های اجتماعی خاص در دسترس است: انسجام معقول حساب‌ها که دستور می‌دهد یک محیط اجتماعی خاص برای شرکت کنندگان نسبت به یک پروژه اجتماعی خاص در آن محیط تحقق یابد. خود نظم اجتماعی هم برای شرکت کنندگان و هم برای پژوهشگران از طریق پدیده‌های نظم در دسترس قرار می‌گیرند: محاسبه واقعی ظواهر جزئی (تمجید شده) این نظم‌های اجتماعی منسجم معقول است. این ظواهر (قطعات، نکات) نظم‌های اجتماعی در گزارش‌های خاصی تجسم یافته‌اند و در یک محیط اجتماعی خاص توسط اعضای گروه خاصی از افراد طرف آن محیط به کار گرفته می‌شود. نظم‌های اجتماعی خاص دارای همان ویژگی‌های رسمی هستند که توسط A مشخص شده‌است. گورویچ در بحث خود دربارهٔ ویژگی‌های تشکیل‌دهنده «نوئما» ادراکی، و به‌طور تعمیم، همان روابط معنایی توصیف‌شده در روایتش از بافت‌های گشتالت. (نگاه کنید به گورویچ، ۱۹۶۴: ۲۲۸–۲۷۹). به این ترتیب، تعجبی ندارد که گارفینکل می‌گوید: شما نمی‌توانید کاری انجام دهید مگر اینکه متون او را بخوانید.
زمینه پژوهش روش‌شناسی مردمیبرای روش‌شناسی مردمی، موضوع مطالعه، اعمال اجتماعی افراد واقعی در محیط‌های واقعی است و روش‌هایی که این افراد به وسیله آنها یک حس مشترک از نظم اجتماعی را ایجاد و حفظ می‌کنند.

## تفاوت با جامعه‌شناسی
از آنجایی که برخی از جامعه‌شناسان به روش‌شناسی مردمی بی‌اعتنا هستند و چون دوستداران آن تلاش‌های خود را به عنوان یک گسست ریشه‌ای از جامعه‌شناسی پیشین می‌دانند، تلاش چندانی برای پیوند روش‌شناسی مردمی با جامعه‌شناسی‌های پیشین صورت نگرفته است. با این وجود، در حالی که روش‌شناسی مردمی از روش‌های جامعه‌شناختی متمایز است ولی به دنبال رقابت با آن یا ارائه راه‌حلی برای هیچ یک از کارکردهای آن نیست. به همان اندازه که جامعه‌شناسی با روان‌شناسی تفاوت دارد، رویکرد روش‌شناسی مردمی با رویکرد جامعه‌شناختی تفاوت دارد، هر چند هر دو از کنش اجتماعی سخن می‌گویند.
این بدان معنا نیست که روش‌شناسی مردمی از اشکال جامعه‌شناختی سنتی به‌عنوان تابلویی برای توسعه برنامه‌ای خود یا در ایجاد معیارهایی برای تفاوت‌های بین اشکال سنتی مطالعه جامعه‌شناختی و روش‌شناسی مردمی استفاده نمی‌کند زیرا تنها به این معناست که روش‌شناسی مردمی به منظور اصلاح، انتقاد، تضعیف یا تمسخر اشکال سنتی جامعه‌شناختی ایجاد نشده است. در اصل تفاوت متمایزگر بین رویکردهای جامعه‌شناختی و روش‌شناسی مردمی در آنست که رویکرد دومی نسبت به شناخت نگرش حس مشترکی را اتخاذ می‌کند.
برخلاف اشکال سنتی پژوهش جامعه‌شناختی، این یکی از ویژگی‌های بارز دیدگاه روش‌شناسی مردمی است که برای آن جذابیت‌های نظری یا روش‌شناختی ایجاد نمی‌کند: مفروضات بیرونی در مورد ساختار یک کنشگر یا شخصیت‌پردازی کنشگران از واقعیت اجتماعی؛ به حالات ذهنی یک فرد یا گروهی از افراد اشاره دارد. پیش‌بینی‌های مفهومی مانند «وضعیت‌های ارزش»، «احساسات»، «جهت‌گیری‌های هدف»، «نظریه‌های اقتصادی خرد رفتاری» و غیره را به هر کنشگر یا گروهی از کنشگران نسبت می‌دهند، یا یک «نظم هنجاری» خاص را به عنوان ویژگی متعالی صحنه‌های اجتماعی و غیره مطرح می‌کنند.
برای روش‌شناسان مردمی، تحقق روشمند صحنه‌های اجتماعی در محیط واقعی و تحت بررسی صورت می‌گیرد و توسط شرکت کنندگان در آن محیط از طریق حسابداری بازتابی ویژگی‌های آن محیط ساختار می‌یابد. وظیفه روش‌شناس مردمی توصیف ویژگی روشمند این فعالیت‌ها است، نه تبیین آنها به گونه‌ای که فراتر از آن چیزی باشد که در و از طریق شیوه‌های حسابداری واقعی طرف فرد در آن تنظیمات در دسترس است. بنابراین تفاوت‌ها را می‌توان به صورت زیر خلاصه کرد:
1. در حالی که جامعه‌شناسی سنتی معمولاً تحلیلی از جامعه ارائه می‌کند که واقعیت (خصلت واقعی، عینیت) نظم اجتماعی را بدیهی می‌داند، روش‌شناسی مردمی به رویه‌هایی (عمل‌ها، روش‌ها) مربوط می‌شود که توسط آنها نظم اجتماعی ایجاد و به اشتراک گذاشته می‌شود.
2. در حالی که جامعه‌شناسی سنتی معمولاً توصیف‌هایی از محیط‌های اجتماعی ارائه می‌کند که با توصیف‌های واقعی ارائه‌شده توسط افرادی که در آن محیط‌ها هستند رقابت می‌کند، روش‌شناسی مردمی به دنبال توصیف رویه‌هایی (عمل‌ها، روش‌ها) است که این افراد در توصیفات واقعی خود از آن محیط‌ها استفاده می‌کنند.

## انواع
به گفته جورج پساتاس، پنج نوع مطالعه روش‌شناسی مردمی قابل شناسایی (پساتاس، ۱۹۹۵: ۱۳۹–۱۵۵) و به صورت زیر قابل تفکیک است:
1. سازمان کنش‌های عملی و استدلال عملی: از جمله اولین مطالعات، مانند مطالعاتی که در کار گارفینکل به نام «مطالعات در روش‌شناسی مردمی» وجود دارد.[۱۹]
2. سازمان گفتگو در کنش متقابل: اخیراً با نام تحلیل گفتگو، هاروی ساکس این رویکرد را با همکاری همکارانش امانوئل شگلوف و گیل جفرسون ایجاد کرد.
3. گفتگوی کنش متقابل در محیط‌های نهادی یا سازمانی: در حالی که مطالعات اولیه بر گفتگوهای انتزاعی در زمینه تولید متمرکز بود (معمولاً از نوارهای ضبط شده مکالمات تلفنی استفاده می‌شد) ولی این رویکرد به دنبال شناسایی ساختارهای تعاملی هست که مختص تنظیمات خاص است.
4. مطالعه کار: «کار» در اینجا برای اشاره به هر فعالیت اجتماعی استفاده می‌گردد. علاقه تحلیلی به چگونگی انجام کار در محیطی است که در آن انجام می‌شود.
5. ناهنجاری کار: چه چیزی یک فعالیت را آن چیزی می‌سازد که هست؟ به عنوان مثال، چه چیزی یک آزمون یا مسابقه یا تعریف را به آزمون یا مسابقه یا تعریف تبدیل می‌سازد؟ بحث بیشتر در مورد انواع و تنوع پژوهش‌های روش‌شناسی مردمی را می‌توان در کار مینارد و کلایمن یافت.[۱۲]

## مناسبات با تحلیل مکالمه
رابطه بین روش‌شناسی مردمی و تحلیل مکالمه، با توجه به همپوشانی منافع آنها، همکاری نزدیک بین بنیان‌گذاران و متعاقب آن اختلاف علاقه‌ها در میان بسیاری از پزشکان، گاه بحث‌برانگیز بوده‌است. به همان اندازه که مطالعه نظم‌های اجتماعی «به‌طور اجتناب‌ناپذیری» با ویژگی‌های سازنده صحبت در مورد آن نظم‌های اجتماعی درهم تنیده‌است، روش‌شناسی مردمی متعهد به علاقمندی هم به گفتگوی محاوره‌ای و هم به نقشی است که این گفتار در تشکیل آن نظم بازی می‌کند. گفتگو به عنوان نمایه‌ای دیده می‌شود و در نظم اجتماعی خاصی تعبیه شده‌است. همچنین به‌طور طبیعی منعکس کننده و سازنده آن نظم است. آن وارفیلد رالز اشاره کرد: بسیاری از کسانی که علاقه جدی به روش‌شناسی مردمی پیدا کرده‌اند، از تحلیل مکالمه که توسط ساکس، شگلوف و جفرسون توسعه یافته‌است، به عنوان یکی از ابزارهای پژوهشی خود استفاده کرده‌اند.»: 143 
از سوی دیگر، جایی که مطالعه گفتگوی محاوره‌ای از زمینهٔ موقعیتی خود جدا می‌شود - یعنی زمانی که ماهیت یک روش کاملاً فنی و کار تحلیلی رسمی را به خود اختصاص می‌دهد - شکلی از روش‌شناسی مردمی نیست. همان‌طور که آن وارفیلد رالز اشاره می‌کند، خطر سوءتفاهم در اینجا، آنست که تجزیه و تحلیل مکالمه می‌تواند به یک شرکت تحلیلی رسمی دیگر تبدیل شود، مانند هر روش رسمی دیگری که جعبه ابزار تحلیلی از پیش تصورات، تعاریف رسمی و رویه‌های عملیاتی را به موقعیت / محیط مورد مطالعه می‌آورد. هنگامی که چنین مفاهیم تحلیلی از درون یک محیط تولید می‌شوند و به صورت مفهومی به دیگری اعمال می‌شوند (تعمیم می‌شوند)، کاربرد (دوباره) بیانگر نقض شکل قوی «الزام کفایت منحصر به فرد» روش‌ها است.